# Рамигала
Рами́гала (лит. Ramygala; устар. рус. Ремигола) — город в Паневежском районе Литвы, к югу от Паневежиса. Административный центр Рамигальского староства.

## Положение и общая характеристика
Расположен на шоссе Паневежис — Кедайняй в 24 км к югу от Паневежиса. Площадь территории 320 га. Город располагается на холме, по окраинам которого протекает река Упите (приток Невежиса). Хлебокомбинат, больница, гимназия, несколько памятников культуры. К ним относится старая часть города, сформировавшаяся к началу XX века (памятник градостроительства).

## Население
В 1799 насчитывалось 185, в 1897 — 1329, в 1923 — 1246, в 1959 — 1886, в 1970 — 2113 жителей В 1976 население составляло 2200 человек, в 1990 — 2100 жителей, в настоящее время 1643.
| Год  | Численность | Численность |
| ---- | ----------- | ----------- |
| 1959 | 1886        |             |
| 1970 | 2113        |             |
| 1979 | 2302        |             |
| 1989 | 2018        |             |
| 2001 | 1746        | [ 2 ]       |
| 2002 | 1723        | [ 2 ]       |
| 2003 | 1705        | [ 2 ]       |
| 2004 | 1686        | [ 2 ]       |
| 2005 | 1670        | [ 2 ]       |
| 2006 | 1699        | [ 2 ]       |
| 2007 | 1689        | [ 2 ]       |
| 2008 | 1683        | [ 2 ]       |
| 2009 | 1654        | [ 2 ]       |
| 2010 | 1626        | [ 2 ]       |
| 2011 | 1584        | [ 2 ]       |
| 2012 | 1560        | [ 2 ]       |
| 2013 | 1558        | [ 2 ]       |
| 2014 | 1522        | [ 2 ]       |
| 2015 | 1489        | [ 2 ]       |
| 2016 | 1472        | [ 2 ]       |
| 2017 | 1437        | [ 3 ]       |
| 2018 | 1425        | [ 4 ]       |
| 2019 | 1391        | [ 2 ]       |
| 2020 | 1364        | [ 2 ]       |
| 2021 | 1241        | [ 2 ]       |
| 2022 | 1231        | [ 2 ]       |
| 2023 | 1198        | [ 2 ]       |

## Название
В документах и памятниках встречаются варианты названия местности Remgallen (1370), Remigalle (1372), Remigaln (1385), Remigola (1503), з Ромиколы (1567), в Ромикголе (1569), Remigoła (1854). Известны аналогичные названия Ariogala, Baisogala, Vytogala и тому подобные, также Batėgala, Betygala, Vetygala. В различных местностях Литвы имеются луг Ramygala, холм Ramikalnis, болото Ramiraistis. Высказывалось происхождение, что название образовано от антропонима Ramys и слова лит. galas («конец», «угол»), обозначая, таким образом, «Конец Рамиса», однако имени Ramys не существует. Поэтому более вероятно связывать название с прилагательным лит. ramus («тихий, спокойный, уютный»). Название в таком случае первоначально обозначало тихое место.

## Герб и флаг
Символика города создана художником Арвидасом Каждайлисом. Герб города был утверждён декретом президента Литовской Республики 13 января 2003. На гербе изображён на зелёном фоне аист, стоящий на одной ноге. На таком же зелёном фоне изображён такой же аист и на флаге, в углах которого расположены подковы.

## История
Рамигала упоминается с XIII века, с 1503 — как местечко. В 1525 — волость, в 1540 — поместье. В 1580 местечко получило привилегию на проведение ярмарок. С середины XIX века до 1950 было волостным центром, затем с 1950 по 1962 — районным центром. Права города получила 28 декабря 1956 года.
Не позднее 1500 года был построен костёл. В 1674—1677 упоминался старый разрушающийся храм. В середине XVIII века костёл сгорел. В 1781 был построен новый деревянный костёл, с 5 алтарями, крытый соломой. В 1842 была возведена колокольня. В 1897 было начато строительство нового неоготического костёла по проекту шведского архитектора Карла Эдварда Страндмана, по другим сведениям — польско-литовского архитектора Вацлава Михневича. В 1902—1907 сооружение нынешнего костёла Святого Иоанна Крестителя (Švento Jono Krikštytojo bažnyčia) было завершено.
В 1888 появилась аптека, с 1895 действовало почтовое отделение. С 1918 работала прогимназия, с 1949 — средняя школа, с 2005 — гимназия.

## Галерея

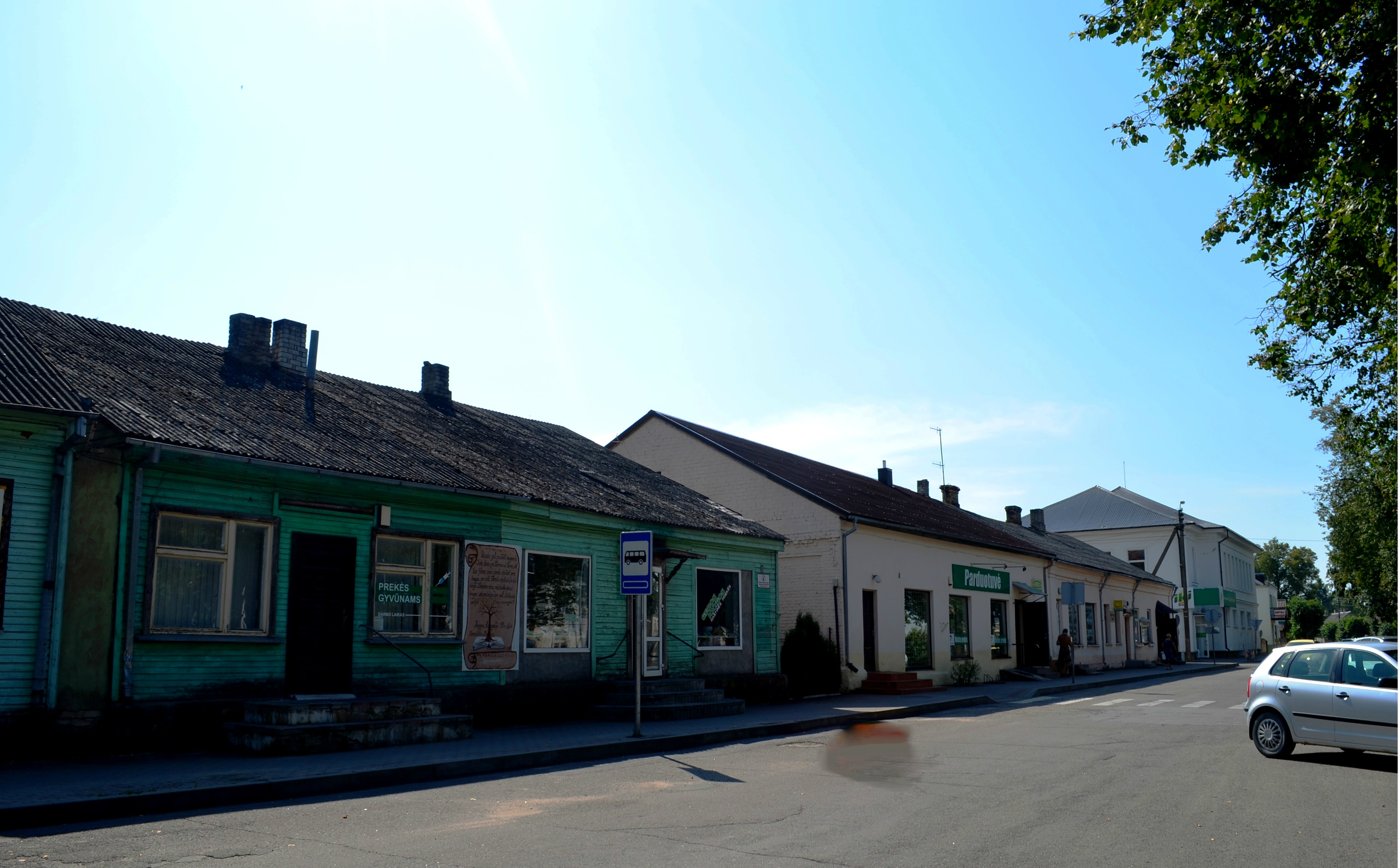
В центре города, Паневежиская улица
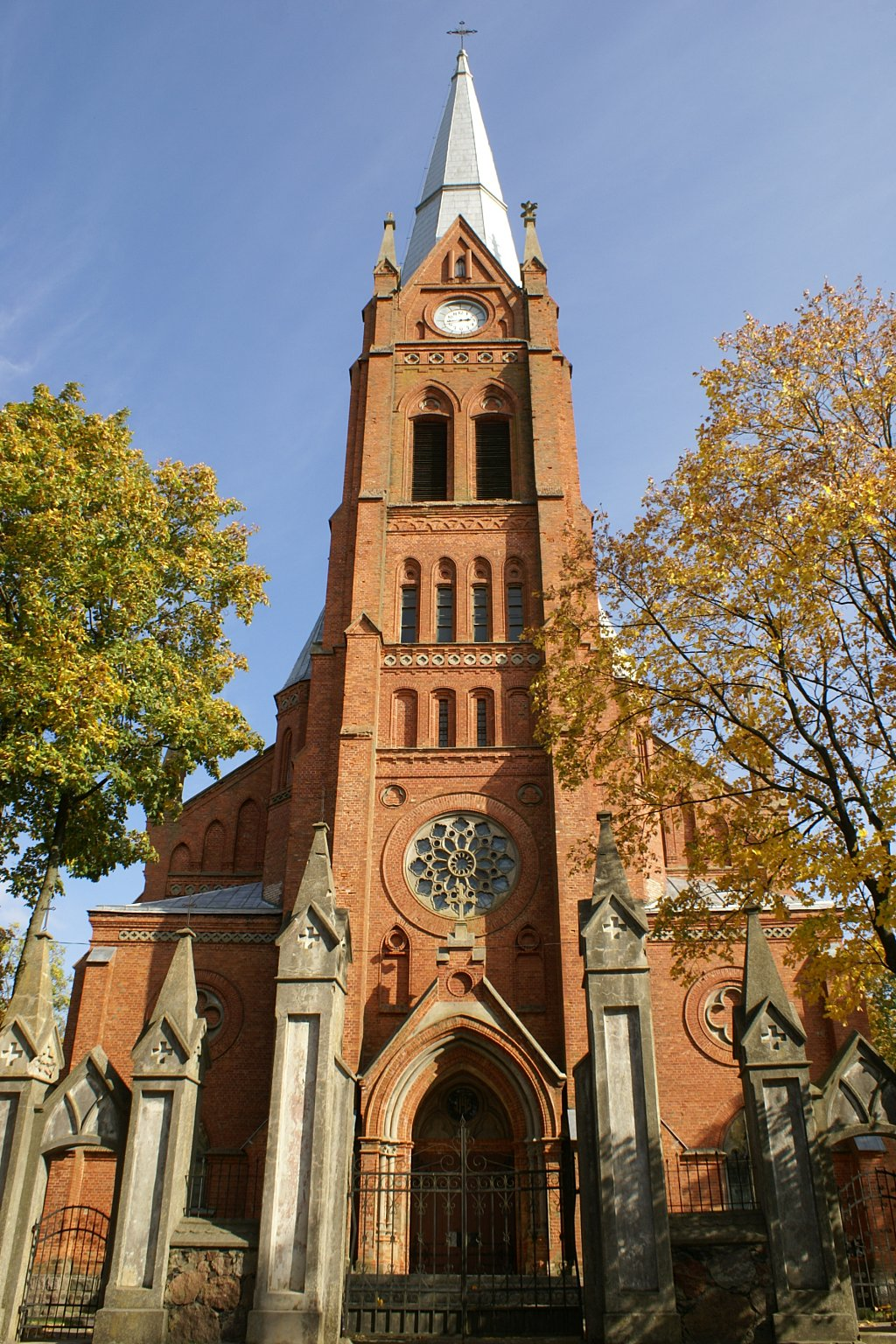
Костёл святого Иоанна Крестителя
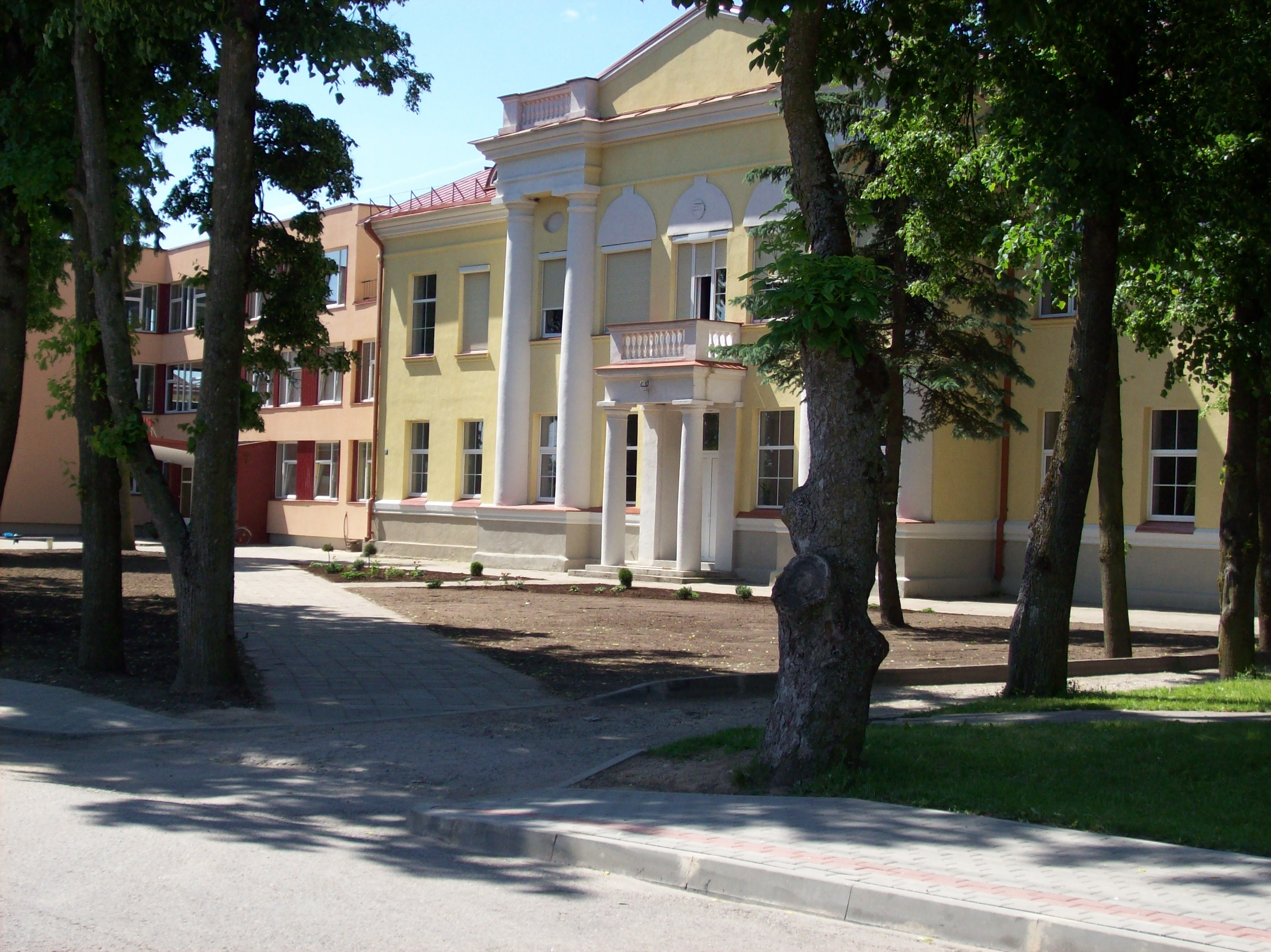
Гимназия в Рамигале
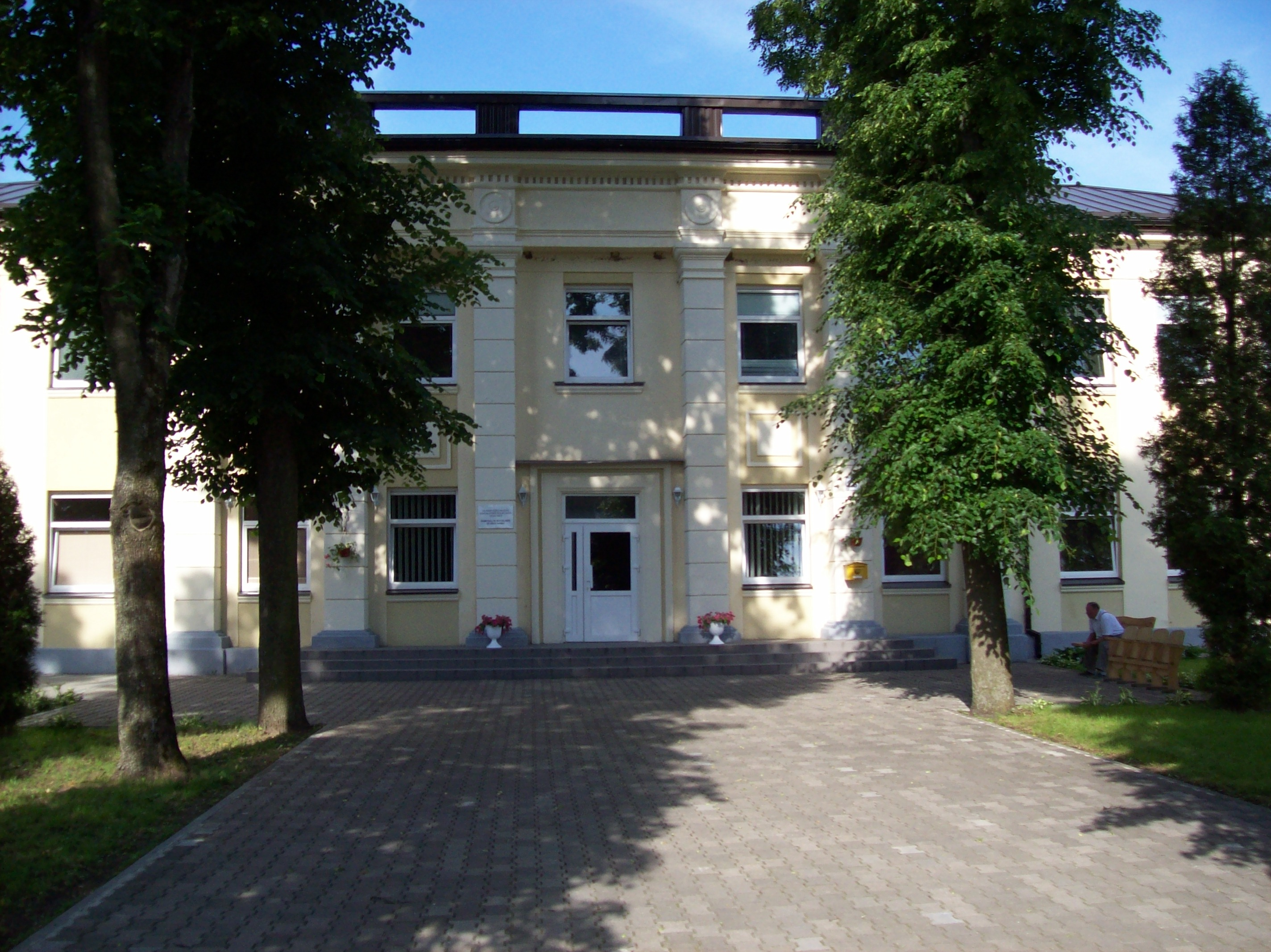
Больница в Рамигале
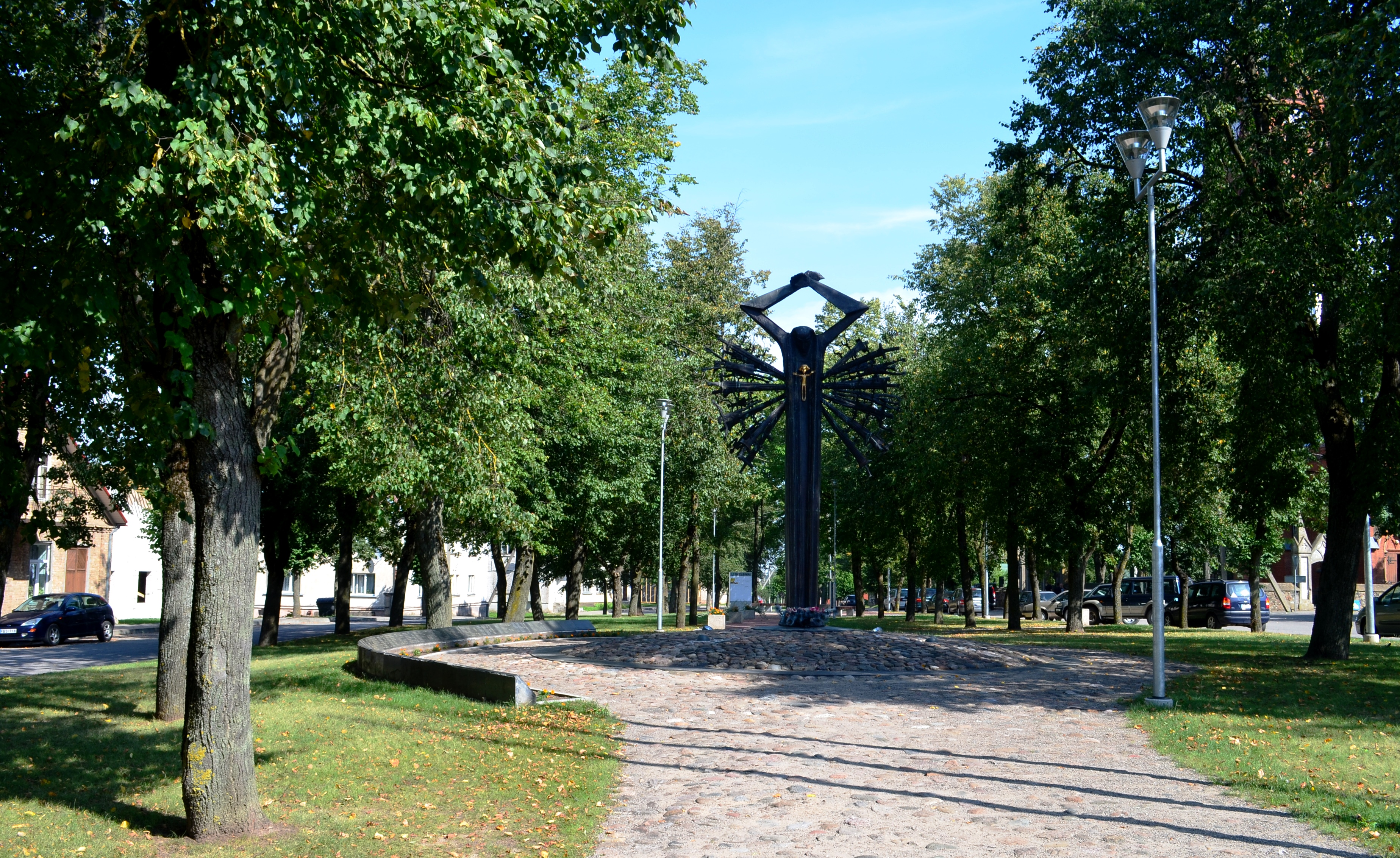
Монумент